# 윤연선 (1936년)
윤연선(尹然善, 1936년 1월 11일 ~ )은 대한민국의 공무원이자 공공기업인이다. 육군 의무감, 군의학교장을 지낸 윤치왕(尹致旺)의 아들이자 구한 말의 개혁정치가 윤치호(尹致昊)의 이복 조카였다. 본관은 해평(海平).
1962년 대한민국 교통부 산하 대한민국 철도청으로 부임하여 28년간 교통부와 철도청에서 공무원으로 근무하였고, 1992년 한국고속철도건설공단 관리본부 본부장을 역임했다.

## 이력

### 학력
- 1960년 고려대학교 문리과 대학 사학과 졸업(사학 학사)

### 경력
- 1960년 중앙관상대 근무
- 1962년 대한민국 철도청 총무과 근무
- 1963년 대한민국 교통부 총무과 근무
- 1970년 3월 5일 인천지방해난심판위원회 서기과장직무대리
- 1970년 사무관 승진, 인천지방 해4항청 서기과장
- 1972년 대한민국 교통부 산하 중앙해난심판원 관리계장
- 1973년 12월 11일 대한민국 교통부 관광국 시설과 시설3계장
- 1978년 8월 1일 녹조근정훈장 수상
- 1979년 9월 18일 중앙해난심판원 서기과장[1]
- 1981년 11월 7일 대한민국 교통부 육운국 차량과장
- 1983년 11월 11일 대한민국 교통부 관광국 시설과장
- 1986년 12월 22일 대한민국 교통부 관광국 기획과장
- 1987년 12월 21일 대한민국 교통부 서울지방항공관리국 관광기획과장[2]
- 1989년 1월 7일 대한민국 교통부 관광국 운수지도과장[3]
- 1990년 7월 8일 대한민국 교통부 관광국 화물과장
- 행정부이사관대우
- 1992년 한국고속철도건설공단 파견 근무[4]
- 1992년 한국고속철도건설공단 관리본부 본부장
- 대한민국 교통부 부이사관퇴임

## 수상 경력
- 1978년 녹조근정훈장

## 가족 관계
- 증조부 : 윤취동(尹取東, 1798년 7월 18일 - 1863년 12월 21일)
  - 종조부 : 윤영렬(尹英烈, 1854년 - 1939년)
  - 대고모 : 해평윤씨(1835년 - 1920년)
- 할아버지: 윤웅렬(尹雄烈, 1840년 4월 17일 - 1911년 9월 22일)
- 할머니: 전주이씨(全州李氏, 이름은 이정무, 1844년 9월 27일 - 1936년 2월 12일)
  - 이복 고모 : 윤경희(尹慶姬, 1862년 - ?)
  - 이복 백부: 윤치호(尹致昊, 일본식 이름: 이토 지코(伊東致昊), 1864년 음력 12월 26일 ~ 1945년 12월 9일)
- 할머니 : 김정순(金貞淳[5], 1879년 3월 15일 - 1959년 11월 16일)
  - 삼촌: 윤치창(尹致昌, 1899년 3월 5일 ~ 1973년 10월 1일)
- 아버지: 윤치왕(尹致旺,  일본식 이름:  이토 지오우(伊東致旺), 1895년 2월 17일[6] ~ 1982년 12월 21일)
- 어머니: 이모임(李慕姙, ? - ?, 이희덕(李熙悳)의 딸)
  - 형: 윤도선(尹燾善, 1932년 3월 5일 - )
  - 형수: 한정기
  - 형: 윤훈선(尹薰善, 1934년 6월 26일 - )
  - 누나: 윤선희(尹善姬, 1915년 9월 29일 - ) - 장석윤(張錫潤, 1904년[7] - 2004년 1월 16일, 제7대 내무부장관)과 결혼.
    - 외조카: 장예순
    - 외조카사위: 정규진(,기업인, 정재호 전 삼호그룹 총수의 장남[7], 제주축산 대표[7])
    - 외조카:장의순
    - 외조카 사위: 심상필, 홍익대학교 총장[7]
    - 외조카 : 장은순
    - 외조카 사위: 박태규(, 연세대 교수)
    - 외조카 : ?
    - 외조카 사위: 이종오 (계명대 교수, 노무현 정부 인수위원회 국민참여센터 본부장 역임.[8])
    - 외손녀 : 장혜순

  - 둘째 누이:
  - 셋째 누이:
  - 넷째 누이:

- 부인 : 박선영(朴宣泳, )
  - 장남 : 윤만구(尹晩求, )
  - 차남 : 윤경구(尹暻求, )
  - 장녀 : 윤현구(尹眩求, )
  - 사위 : 김인호

- 장모 : 김소임(金小任)[9]

## 같이 보기
- 교통부
- 건설교통부
- 한국고속철도건설공단
- 서울도시철도
- 대한민국 철도청
- 고려대학교
- 윤치왕
- 윤보선
- 윤치호
- 윤웅렬
- 윤치영
- 윤치창
- 윤영구
- 윤보선
- 윤원선
- 윤연선
- 윤장선
- 윤기선
- 사학